# Nannophryne
Nannophryne es un género de anfibios anuros de la familia Bufonidae.

## Distribución
Las cuatro especies del género se encuentran en los Andes en Perú, en Bolivia, en Chile y en Argentina.

## Lista de especies
Se reconocen las 4 siguientes según ASW:
- Nannophryne apolobambica  (De la Riva, Ríos, & Aparicio, 2005)
- Nannophryne cophotis  (Boulenger, 1900)
- Nannophryne corynetes  (Duellman & Ochoa-M., 1991)
- Nannophryne variegata  Günther, 1870

## Publicación original
- Günther, 1870: Second account of Species of Tailless Batrachians added to the Collection of the British Museum. Proceedings of the Zoological Society of London, vol. 1870, p. 401-402 (texto íntegro).